# 慶普
慶 普（けい ふ、生没年不詳）は、前漢の学者・政治家。字は孝公。豫州沛郡沛県の人。今文における『礼』研究の先駆者のひとりで、慶氏学の創始者である。三国時代の呉の武将の賀斉の祖。

## 事績
東平王劉宇の太傅だった。
慶普は戴徳・戴聖・聞人通漢らとともに后蒼に学び、『后氏曲台礼』を授けられた。戴徳は『大戴礼記』、戴聖は『小戴礼記』、そして慶普は『慶氏礼』をまとめた。慶普らの子弟は学官として三派に分かれ立っていた。

## 継承と研究
慶普の学問は夏侯敬や族子の慶咸に授けられた。
また、後漢の建武年間（25年-56年）に曹充が慶氏学を学び『慶氏礼』を所有していた。その子の曹褒に伝わった。
同じく後漢の董鈞も、慶氏学を学んだ。